# Double Disc Court
Double Disc Court eller DDC är en tävlingsgren inom frisbeesport som uppfanns av Jim Palmeri på 1970-talet. Grenen är inkluderad i sjukampen "Allround".
Två dubbelpar försvarar var sin plan/ruta på 13x13 meter. De båda rutorna är skilda av ett 17 meter långt dött område. Två discar är i spel hela tiden, vilket kräver utvecklad simultanförmåga av spelarna.
För att motverka orättvisa vindförhållanden byter man sida var 5:e spelad poäng.
En poäng fås då frisbeen landar i motståndarnas ruta, både då motståndarna tappar en frisbee och när motståndarna missar rutan med ett kast. Två poäng tilldelas om båda discar går i marken. För att undvika dispyt räknas en disc som fortfarande rör på sig som "levande". Det vill säga om man har en disc i handen får man kasta den ända tills den andra discen helt slutat röra på sig, eller hamnat utanför rutan.
Kastar man så att discen landar utanför, eller att den rullar från rutan och ut, får motståndaren en poäng. Discar måste vara helt innanför linjen för att räknas som inne. Discar som rullat ut och sedan tillbaka räknas fortfarande som utanför.
Om båda lag får en poäng var då t.ex båda kastar utanför, kallas det för "break" och inget lag tilldelas något poäng.
De mest unika poängen utges vid en s.k. dubbel, d.v.s. när motståndarparet rör vid båda discarna samtidigt. Detta ger två poäng. Denna regel gör spelet mera dynamiskt då spelarna måste hålla koll på båda discarna samt sin lagkamrat.
En annan avancerad regel är så kallad "vinkel": Discen får inte landa i rutan med mer än en 30° vinkel från marken.  
Man spelar antingen i ett set till 21 (vanligt i grundomgångar), eller i 3 set till 15 (vanligt i semifinaler och final).